# Le Vigan (Gard)
Le Vigan [lə viɡɑ̃] ist eine französische Gemeinde mit 3786 Einwohnern (Stand 1. Januar 2022) im Département Gard. Sie ist Unterpräfektur des Arrondissements Le Vigan.

## Geographie
Die Stadt Le Vigan liegt in einem Tal innerhalb der Cevennen. Das vom Gebirge geprägte Umland ist eher dünn besiedelt und die nächstgelegenen Großstädte sind das 69 Kilometer südlich gelegene Montpellier sowie die Stadt Nîmes, die sich 81 Kilometer südöstlich befindet. Einige Kilometer nördlich des Ortes beginnt der Anstieg zum Mont Aigoual, der mit 1567 Metern der zweithöchste Gipfel der Cevennen ist. Im Süden Le Vigans geht die Landschaft dagegen in das Hochplateau Causse de Blandas über. Der Kernort liegt im Tal des Flusses Arre, in die im Nachbarort Avèze der Coudoulous mündet. Hinter dem Ostrand der Gemeinde liegt zudem das Tal des Hérault. Angesichts seiner Lage in einem größeren Tal zählt Le Vigan mit rund 4000 Einwohnern neben Saint-Hippolyte-du-Fort und Ganges zu den größten Orten im Umland.
Die Nachbargemeinden von Le Vigan sind Mandagout im Norden, Saint-André-de-Majencoules im Nordosten, Roquedur im Südosten, Saint-Bresson und Pommiers im Süden sowie Avèze und Aulas im Westen. Entlang des Tals der Arre geht das Siedlungsgebiet von Le Vigan unmittelbar in das der weiter westlich gelegenen Dörfer Avèze und Molières-Cavaillac über.

### Infrastruktur
Durch das Tal der Arre führt die Departementsstraße D 999, die über das Hérault-Tal die Anbindung nach Ganges und im weiteren Verlauf nach Saint-Hippolyte-du-Fort herstellt. In westlicher Richtung führt sie über Avèze und einige kleine Dörfer ins rund 45 Kilometer entfernte Dorf L’Hospitalet-du-Larzac, wo eine Anbindung an die Autobahn A 75 besteht. Zudem verläuft durch Le Vigan die D 48, die Richtung Norden an den Mont Aigoual und in südlicher Richtung über die Ortschaften des Plateaus Causse de Blandas führt.

## Kultur und Sehenswürdigkeiten

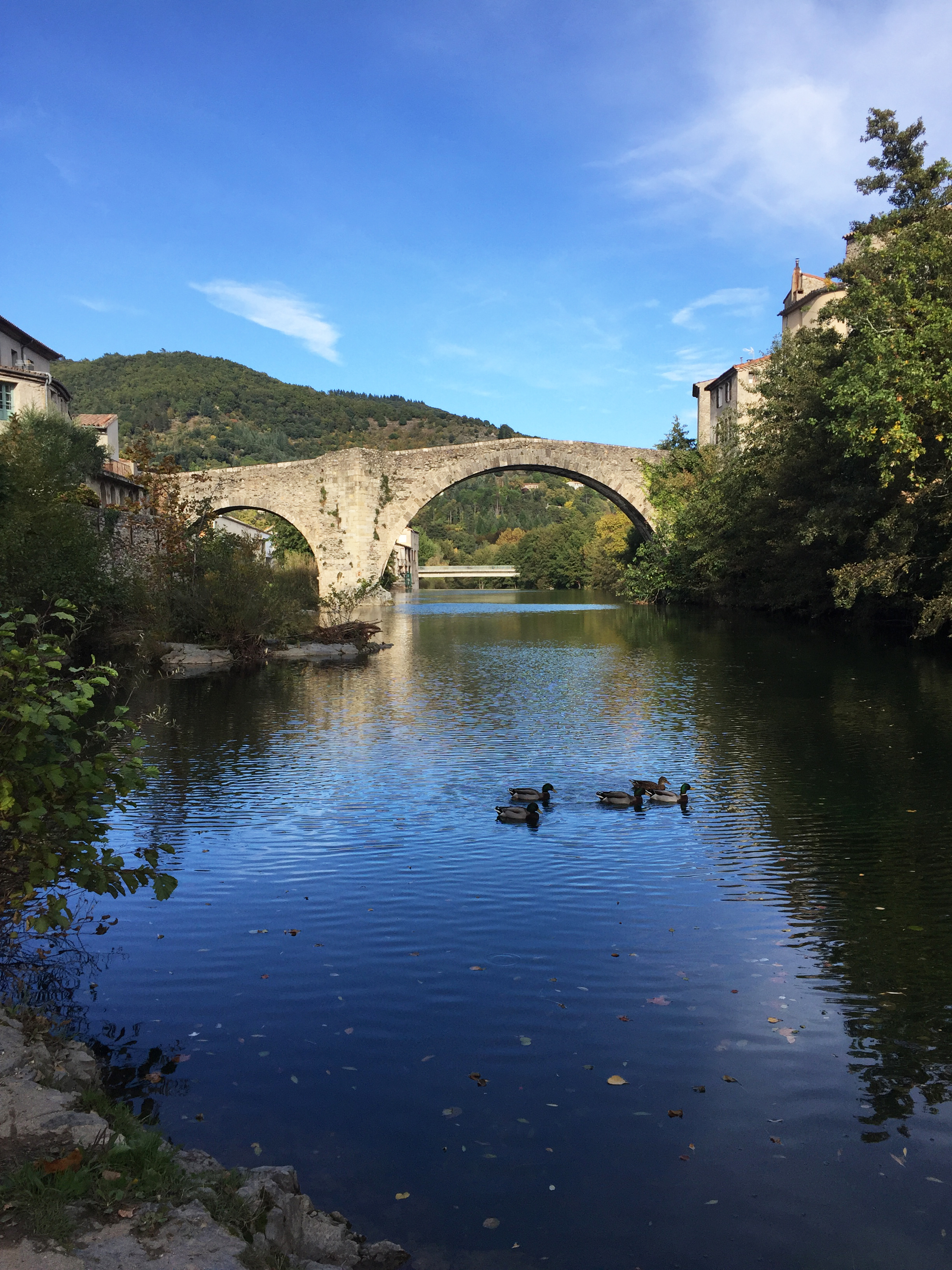
Die Arre mit der alten Brücke

Das Zentrum des Ortes bildet die Place du Quai, wobei es sich um eine ausgedehnte Einkaufsstraße mit zweiseitiger Fahrbahn und einem unter anderem für Gastronomie vorgesehenen Platz in der Mitte handelt. Auf ihrer Nordseite befinden sich das Rathaus und das Postamt. Westlich liegt hingegen die historische Altstadt, deren mittelalterliche Siedlungsstrukturen teilweise erhalten geblieben sind. 
Ein bekanntes Gebäude ist das 1759 errichtete hôtel de Faventines, das den Alternativnamen Château d’Assas trägt. Es gehörte ursprünglich einer wohlhabenden Familie, die während der französischen Revolution enteignet wurde. In der nachfolgenden Zeit diente es unter anderem als Gebäude der Stadtverwaltung sowie als Gefängnis, ehe es 1850 in den Besitz der Familie zurückkehrte. Als regional bedeutender Ort beherbergt Le Vigan das Musée cevenol (Cevennenmuseum), das die Kultur des umliegenden Berglandes darstellt. Ebenfalls sehenswert ist die alte Brücke über die Arre, die im 14. Jahrhundert errichtet wurde und seither erhalten geblieben ist. Bereits 1938 wurde sie in die Liste der Monuments historiques aufgenommen. Zu dieser Liste zählt auch das 1809 im neoklassischen Stil erbaute ehemalige Hospiz. Es umfasst zudem die Kapelle Saint-Alexis.

## Bevölkerungsentwicklung
| Jahr      | 1962 | 1968 | 1975 | 1982 | 1990 | 1999 | 2006 | 2017 |
| --------- | ---- | ---- | ---- | ---- | ---- | ---- | ---- | ---- |
| Einwohner | 4111 | 4207 | 4293 | 4517 | 4523 | 4423 | 4059 | 3820 |

Im Jahr 1793 wurde Le Vigan von 3852 Menschen bewohnt. Bei gewissen Schwankungen wuchs diese Zahl im Verlauf des 19. Jahrhunderts auf mehr als 4500 Einwohner an und 1860 wurde die Kommune durch die Eingemeindung des bisher selbständigen Ortes Paroisse-du-Vigan (641 Einwohner) erweitert. 1876 wurde mit 5389 Bewohnern ein historischer Höchstwert erreicht, besonders in der ersten Hälfte des darauffolgenden Jahrhunderts sank die Zahl hingegen deutlich und lag nach dem Zweiten Weltkrieg bei weniger als 4000 Menschen. Dem folgte in den anschließenden Jahrzehnten ein Aufwärtstrend, seit den 1990er-Jahren ist die Bewohnerzahl hingegen wieder rückläufig.

## Persönlichkeiten
- Louis Alexandre d’Albignac, Baron d’Albignac d’Arre (1739–1825), französischer General, März–November 1790 Bürgermeister von Le Vigan, † 17. Januar 1825 in Le Vigan
- Emmanuel d’Alzon (1810–1880), Ordensgründer und Pater der Assumptionisten
- Caroline Proust (* 1967), Schauspielerin